# Dywa
Dywa ist die Modellbezeichnung mehrerer Rennwagen, die der italienische Ingenieur Pietro „Dydo“ Monguzzi in den 1970er- und 1980er-Jahren baute. Die Autos waren üblicherweise für den Einsatz im Formel-Sport konstruiert. Monguzzi meldete sie für einzelne Rennen der Formel 1 sowie für Läufe der Europäischen Formel-5000-Meisterschaft; eine Rennteilnahme kam aber in keinem Fall zustande. Eine Abwandlung des letzten Dywa erschien 1986 schließlich in der Europäischen Formel-3000-Meisterschaft. Dywa gehört zu den kaum bekannten Projekten des Motorsports.

## Entstehungsgeschichte
Der in Canegrate bei Mailand ansässige Techniker Pietro Egidio „Dydo“ Monguzzi († November 2018) betreute in den 1960er-Jahren ausgemusterte Rennwagen von Alfa Romeo, Ferrari und McLaren, die der Motorsport-Sponsor Marlboro für Ausstellungen und Werbezwecke benutzte. In seiner Freizeit begann Monguzzi gemeinsam mit seinem Schwager Walter Nebuloni, in der heimischen Werkstatt eigene Rennwagen zu bauen. Sie nannten das Projekt „Dywa“, zusammengesetzt aus den jeweils ersten Silben ihrer Vornamen. Das erste selbst konstruierte Auto war ein Rennwagen für die Formel Monza, eine italienische Nachwuchsklasse. Dieses Fahrzeug sowie ein 1969 gebauter Formel-2-Wagen erreichten nie die Renntauglichkeit.

## Die einzelnen Autos

### Dywa 001
Monguzzis erstes nach Formel-1-Regeln konstruiertes Auto war der 1974 vorgestellte Dywa 001. Er war ein einfaches Baukastenauto mit Zubehörteilen von Hewland (Getriebe) und Koni (Fahrwerk). Monguzzi hatte aus Aluminiumblechen ein sperriges, geradliniges Monocoque zusammengebaut, auf dem eine winklige, aerodynamisch nicht optimierte Karosserie saß. Der Wagen war ausgesprochen kompakt; mit einem Radstand von 2400 mm unterbot er noch den Brabham BT44, den kürzesten Rennwagen Formel-1-Saison 1974. Fahrwerksseitig kamen vorn und hinten Dreieckslenker zum Einsatz. Der 001 war mit einem auf 3,0 Liter Hubraum reduzierten Achtzylinder-V-Motor von Chevrolet ausgestattet, der mit einem DG300-Getriebe von Hewland gekoppelt war.
Der Dywa 001 wurde 1974 der Öffentlichkeit vorgestellt. Romolo Tavoni, in den frühen 1960er-Jahren Rennleiter bei Ferrari, lobte in der Presse die Professionalität des Konzepts. Mehr als diese Vorstellung gab es indes nicht; der Wagen fand nicht seinen Weg in die Formel 1.

### Dywa 75
Daher veränderte Monguzzi im Winter 1974/75 den Dywa 001, dass er dem Reglement der Europäischen Formel-5000-Meisterschaft entsprach. Motorseitig wurde ein 5,0-Liter-Triebwerk von Chevrolet eingebaut. In den offiziellen Meldeunterlagen der Veranstalter der britischen Formel 5000 finden sich zwei Einträge im Zusammenhang mit Dywa:
- Der erste Eintrag bezieht sich auf das dritte Rennen des Jahres am 31. März 1975 in Brands Hatch. Unter der Startnummer 51 wurde dort ein „Dywa Chevrolet“ geführt, einsetzendes Team war „Dydo Monguzzi“, und als Fahrer war Luigi Mimmo Cevasco gemeldet. Der Einsatz wurde von dem italienischen Schuhhersteller Rossetti finanziert, dessen Namenszug an mehreren Stellen auf dem Auto erschien. An dem Rennen selbst nahm Chevasco nicht teil.[1]

- Ein zweiter Eintrag findet sich in der Meldeliste zum ersten Rennen der Shellsport International Series 1976 am 21. März 1976 in Mallory Park. Gemeldet wurde ein Auto mit dem Namen „Dywa 75“, wiederum mit einem Achtzylinder von Chevrolet. Als Fahrer war Livio Panzone vorgesehen.[3] Auch an diesem Rennen nahm der „Dywa“ nicht teil; in der Statistik wird Panzone mit dem Eintrag „did not start“ geführt.[4] Für den eine Woche später in Snetterton stattfindenden zweiten Meisterschaftslauf standen Dywa und Panzone ebenfalls auf der Meldeliste; sie erschienen aber nicht an der Strecke.[5]

### Dywa 008
1979 präsentierte Monguzzi ein weiteres Fahrzeug nach Formel-1-Konfiguration. Das Auto hieß nunmehr „Dywa 008“. Angeblich handelte es sich dabei um ein Auto, das nach Wing-Car-Gesichtspunkten konstruiert worden war, also durch einen speziell geformten Unterboden einen Saugeffekt erzeugen sollte. Die Nase war spitz; eine italienische Pressenotiz ging so weit, sie mit der Form des Überschallflugzeugs Concorde zu vergleichen. Seitliche Frontspoiler hatte der Dywa nicht; insofern glich er dem zeitgenössischen Brabham BT48 und partiell auch dem Tyrrell 009. Die Antriebstechnik kam von Cosworth und Hewland. Der Dywa 008 wurde auf der Ausstellung Motor Sud in Salerno 1979 offiziell vorgestellt.

#### 1979
Angeblich war ein Sponsor – die Rede war die Bootswerft Cantieri Nautici Petteruti – bereit, Geld für einen Einsatz des Wagens beim Großen Preis von Belgien im Mai 1979 zur Verfügung zu stellen. Als Fahrer wurde Alberto Colombo benannt, der im Jahr zuvor für ATS und Merzario angetreten war. Daraus nichts. Dywa stand letztlich nicht auf der Meldeliste des Rennens in Zolder.

#### 1980
1980 stellte Dywa ein weiteres Rennauto vor. Dieser Wagen wird in einzelnen Quellen als „Dywa 0010“ bezeichnet, andere Quellen verwenden diese Bezeichnung dagegen erst im Zusammenhang mit einem Auto, das im Herbst 1983 vorgestellt und getestet wurde. Das 1980 präsentierte Auto stellte vermutlich eine erheblich überarbeitete Fassung des 008 von 1979 dar. Der Radstand war, möglicherweise um eine größere Unterbodenfläche und damit eine bessere Ausgangslage für den Groundeffect zu haben, auf 2880 mm verlängert worden. Die Seitenkästen waren geschwungen und folgten dem Vorbild des Ligier JS 11, zudem hatte eine frühe Version einen geschwungenen Heckflügel, ähnlich der Konzeption des (erfolglosen) Formel-1-Wagens Kauhsen WK 1. Nach einigen kurzen Testfahrten kehrte Monguzzi zu einem traditionellen, geraden Heckflügel zurück. Der Motor war ein Cosworth-DFV-Achtzylinder. 
Im Frühjahr 1980 wurde der Wagen auf dem Flughafen von Varese getestet. Die Testrunden fuhr Dydo Monguzzi selbst.  
Auf Vermittlung des italienischen Formel-2-Meisters Maurizio Flammini kam es 1980 zu einer Meldung des Dywa für ein Rennen nach Formel-1-Regeln. Anlass war das Lotteria-di-Monza-Rennen im Juni 1980. Dabei handelte es sich nicht um ein Rennen zur Formel-1-Weltmeisterschaft, sondern lediglich um eine Veranstaltung im Rahmen der Aurora-Serie, in der Nachwuchsfahrer mit ausgedienten Formel-1-Wagen gegeneinander antraten. Die meisten Rennen dieser Serie wurden auf den britischen Inseln gefahren; eine Ausnahme war die Lotteria di Monza auf dem Autodromo Nazionale Monza. Als Fahrer wurde Piercarlo Ghinzani gemeldet. Tatsächlich erschien Monguzzi mit seinem Auto. Ghinzani war der langsamste Fahrer des Qualifikationstrainings: Er war 22 Sekunden langsamer als der nächstschnellere Fahrer, und auf die Polezeit von Emilio de Villota fehlten im 36 Sekunden. Monguzzi zog den Wagen daraufhin wegen mangelnder Wettbewerbsfähigkeit zurück.
Der Versuch, einen Sponsor für weitere Einsätze zu finden, blieb erfolglos, sodass der Dywa zunächst für einige Jahre im Werk verblieb.

### Dywa 010
Einen weiteren Anlauf gab es im Herbst 1983. Der als Dywa 010 bezeichnete Wagen sah wesentlich anders aus als sein Vorgänger. Tatsächlich dürften die wesentlichen Technikkomponenten von dem bisherigen Fahrzeug übernommen worden sein; die Karosserie hingegen war stark modifiziert. Insgesamt ähnelte das Auto dem Tyrrell 011. Die Nase war vergleichsweise breit und trug einen über die gesamte Wagenbreite gehenden Frontflügel. Die Kühler saßen nunmehr knapp vor den Hinterreifen. Die langen Seitenkästen des Vorgängers waren entfernt worden; stattdessen dominierten die langen Flanken des Monocoques. Die neuen Seitenkästen waren kurz und hatten – jedenfalls bei ersten Tests – auf jeder Seite unterschiedlich gestaltete Öffnungen. Der Heckflügel wurde von einer mittig platzierten Strebe gehalten. Als Antrieb wurde wiederum ein Cosworth DFV eingebaut; Zeitungsberichten zufolge handelte es sich um einen der Blöcke, die bis Sommer 1983 bei Osella eingesetzt worden waren. 
Der Dywa wurde im Oktober und November 1983 zweimal von dem italienischen Rennfahrer Peo Consonni, einem italienischen Formel-2000-Meister und späteren Teilnehmer an der Rallye Paris–Dakar, auf dem Junior-Kurs von Monza getestet. Mehrere zeitgenössische Zeitungsartikel berichten, dass Monguzzi das Auto mit Peo Consonni in der Saison 1984 in einzelnen – wahrscheinlich den europäischen – Rennen zur Formel 1 habe einsetzen wollen. Dazu kam es allerdings nicht. Am wahrscheinlichsten ist, dass sich kein Sponsor finden ließ, der bereit war, das Abenteuer zu unterstützen, ein selbst gebautes Rennauto mit Wurzeln in den 1970er-Jahren und einem gegen die aufkommende Turbo-Konkurrenz unterlegenen Saugmotor in der Formel 1 einzusetzen.

## Dywa in der Formel 3000
Nach dem vierten Anlauf erkannte Monguzzi, dass ein eigenes Projekt in der Formel 1 für einen Garagisten nicht zu realisieren war. Stattdessen konzentrierte er sich auf die neu gegründete Formel 3000, die die 1984 letztmals durchgeführte Formel-2-Europameisterschaft ersetzen sollte. Die Formel 3000 war angesichts des Umstandes, dass die Formel 1 mittlerweile von Turbotriebwerken dominiert wurde, als reine Saugmotor-Klasse ausgeschrieben worden. Alte Saugmotor-Wagen der Formel 1 mit Cosworth-DFV-Motor waren ausdrücklich zugelassen. Tatsächlich nutzten nur wenige Teams diese Möglichkeit; schon im ersten Jahr setzten sich eigenständige Formel-3000-Konstruktionen von Lola oder March gegenüber den ausgedienten Formel-1-Modellen durch.

### Silverstone 1985
Das allererste Formel-3000-Rennen fand im März 1985 in Silverstone statt. Viele bisherige Formel-2-Teams hatten sich gemeldet, daneben gab es neue Konkurrenten, die erstmals auf diesem Niveau antraten. Für dieses Rennen war auch ein Auto namens „Dywa“ angekündigt. Zeitungsberichten zufolge waren tatsächlich ein Auto und ein paar Mechaniker auf dem Weg nach Großbritannien. Allerdings soll auf der Anreise in Belgien der Renntransporter beschädigt worden sein, sodass sich der Renneinsatz nicht verwirklichen ließ. Ob diese Meldung zutrifft, ist heute ebenso wenig zu prüfen wie der mögliche Name des Teams und der des Fahrers (einer vereinzelten Pressenotiz zufolge sei Guido Daccò im Gespräch gewesen). In der offiziellen Meldeliste des Veranstalters erscheint ein Fahrzeug mit der Bezeichnung „Dywa“ jedenfalls nicht.

### Écurie Monaco 1986
Eineinhalb Jahre später erschien das Fahrzeug ein letztes Mal bei einem Rennen. Unter dem Namen Écurie Monaco wurde der Dywa, nunmehr Monte Carlo 001 benannt, zum Formel-3000-Rennen in Imola gemeldet. Im Auftrag von Fulvio Ballabio, dem Inhaber der Écurie Monaco, überarbeitete Monguzzi den Dywa 010 erheblich. Die Aerodynamik wurde modifiziert, es gab neue Seitenkästen, die etwa auf der Höhe des Fahrersitzes begannen und die Hälfte der Flanken umfassten. Zudem trug das Auto eine sehr hohe, stark abfallende Motorabdeckung. Als Triebwerk war erneut der Cosworth DFV vorgesehen. Der Monte Carlo 001 wurde erstmals zur Trofeo Elio de Angelis gemeldet, dem fünften Formel-3000-Rennen der Saison 1986, der auf dem Autodromo Enzo e Dino Ferrari in Imola stattfand. Fahrer war Ballabio selbst. Er fuhr das Auto im Qualifying, brauchte allerdings für eine gezeitete Runde nahezu doppelt so lange wie seine Kollegen und qualifizierte sich nicht zum Rennen. In der Abschlusswertung des Zeittrainings wurde Ballabio als 36. und Letzter geführt. Es war der letzte Versuch, einen Dywa bei einem internationalen Rennen an den Start zu bringen. Nach diesem Misserfolg unterbrach Ballabio zunächst das Rennsportprogramm der Écurie Monaco.